# دریاچه خشک راجرز
دریاچهٔ خشک راجرز (انگلیسی: Rogers Dry Lake) بیابانی در شهرستان کرن، کالیفرنیا واقع در آمریکا است.